# Escurès
Escurès település Franciaországban, Pyrénées-Atlantiques megyében. Lakosainak száma 143 fő (2022. január 1.). Escurès Castillon (Lembeye kanton), Corbère-Abères, Lembeye, Lespielle és Simacourbe községekkel határos.

## Népesség
A település népességének változása:
| Lakosok száma | 152  | 151  | 148  | 147  | 145  | 143  | 143  | 143  |
|               | 2013 | 2015 | 2017 | 2018 | 2019 | 2020 | 2021 | 2022 |